# Вила Бјанка (Болоња)
Вила Бјанка (итал. Villa Bianca) је насеље у Италији у округу Болоња, региону Емилија-Ромања.
Према процени из 2011. у насељу је живело 29 становника. Насеље се налази на надморској висини од 110 м.